# Thermit

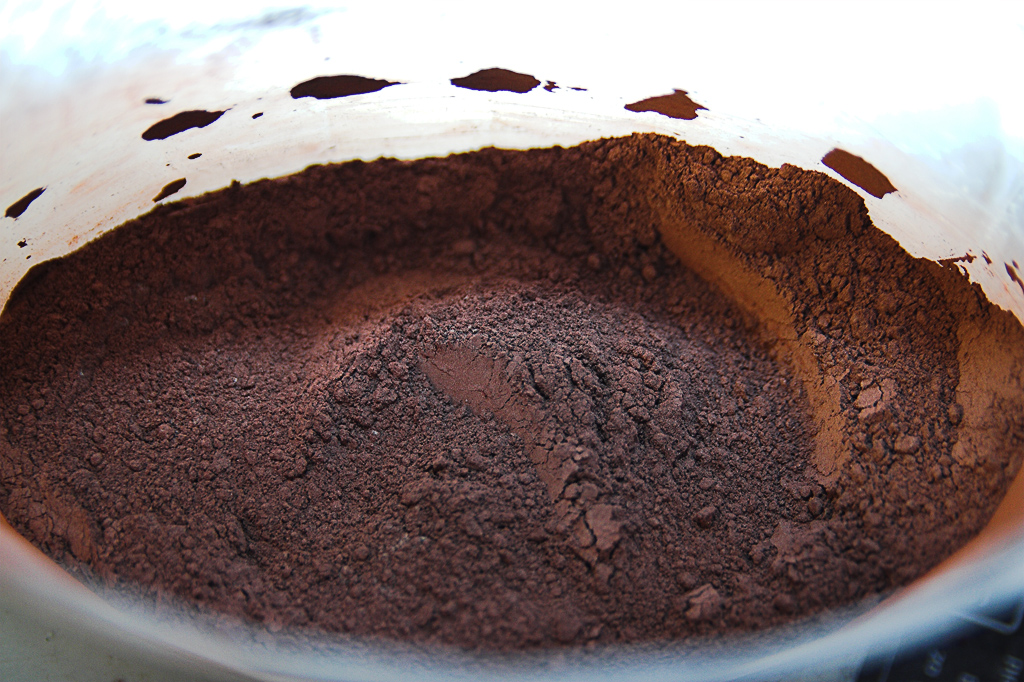
110 g Thermit

Thermit (altgr. θερμός thermós ‚warm‘) ist ein Handels- und Markenname für ein Gemisch aus Eisen(III)-oxid- (umgangssprachlich Rost) und Aluminium-Granulat, das vorrangig zum aluminothermischen Schweißen z. B. von Schienenstößen und für andere Thermitverfahren oder die Aluminothermie eingesetzt wird. Die beiden Stoffe sind normalerweise mit einem Bindemittel granuliert, um sie rieselfähig zu halten und um Entmischung und Wasseraufnahme zu verhindern.
Die Thermitreaktion wurde von Hans Goldschmidt in den 1890er Jahren entdeckt und 1895 patentiert.
Thermit ist eine geschützte Handelsmarke der Goldschmidt-Gruppe, die sich 1999 von der Goldschmidt AG getrennt hat.
Allgemein steht der Begriff Thermit für rieselfähige Gemenge mehr oder weniger fein verteilter Metalle mit bestimmten Metalloxiden, die sich nach der Reaktionseinleitung durch spezielle pyrotechnische Anzündmittel (z. B. Mischung aus Bariumperoxid und Magnesium, oder Bariumnitrat und feinkörnigem Aluminium) innerhalb kurzer Zeit unter Entwicklung äußerst starker Hitze (ca. 2400 °C) und unter Bildung des vorher im Metalloxid enthaltenen Metalls umsetzen. Um die stark exotherme Reaktion in Gang zu setzen, reicht eine gewöhnliche, mit Schwarzpulver gefüllte Viscose-Zündschnur (oder gar die Flamme eines normalen Feuerzeugs) in der Regel nicht aus, was sich auch durch das im Normalfall grobkörnige Aluminium ergibt. Zu feines Aluminium würde die Gefahr einer explosionsartigen Zersetzung begünstigen und ebenfalls die Reaktionsgeschwindigkeit ungewollt erhöhen.

## Reaktionsgleichung
Bei der Reaktion reagieren 1 Mol Eisen(III)-oxid und 2 Mol Aluminium zu 2 Mol Eisen und 1 Mol Aluminiumoxid. Die Reaktion verläuft stark exotherm, wobei Temperaturen bis zu 2400 °C zustande kommen können.
{\displaystyle \mathrm {Fe_{2}O_{3}+2\ Al\longrightarrow 2\ Fe+Al_{2}O_{3},\ {-}852\ {\frac {kJ}{mol}}} }
Bei den Temperaturen befinden sich das Eisen und das Aluminiumoxid in flüssiger Form. Das flüssige Eisen sinkt dabei auf Grund seiner höheren Dichte nach unten und wird vom flüssigen Aluminiumoxid gegen die Oxidation durch den Sauerstoff der Luft geschützt.

## Verwendung

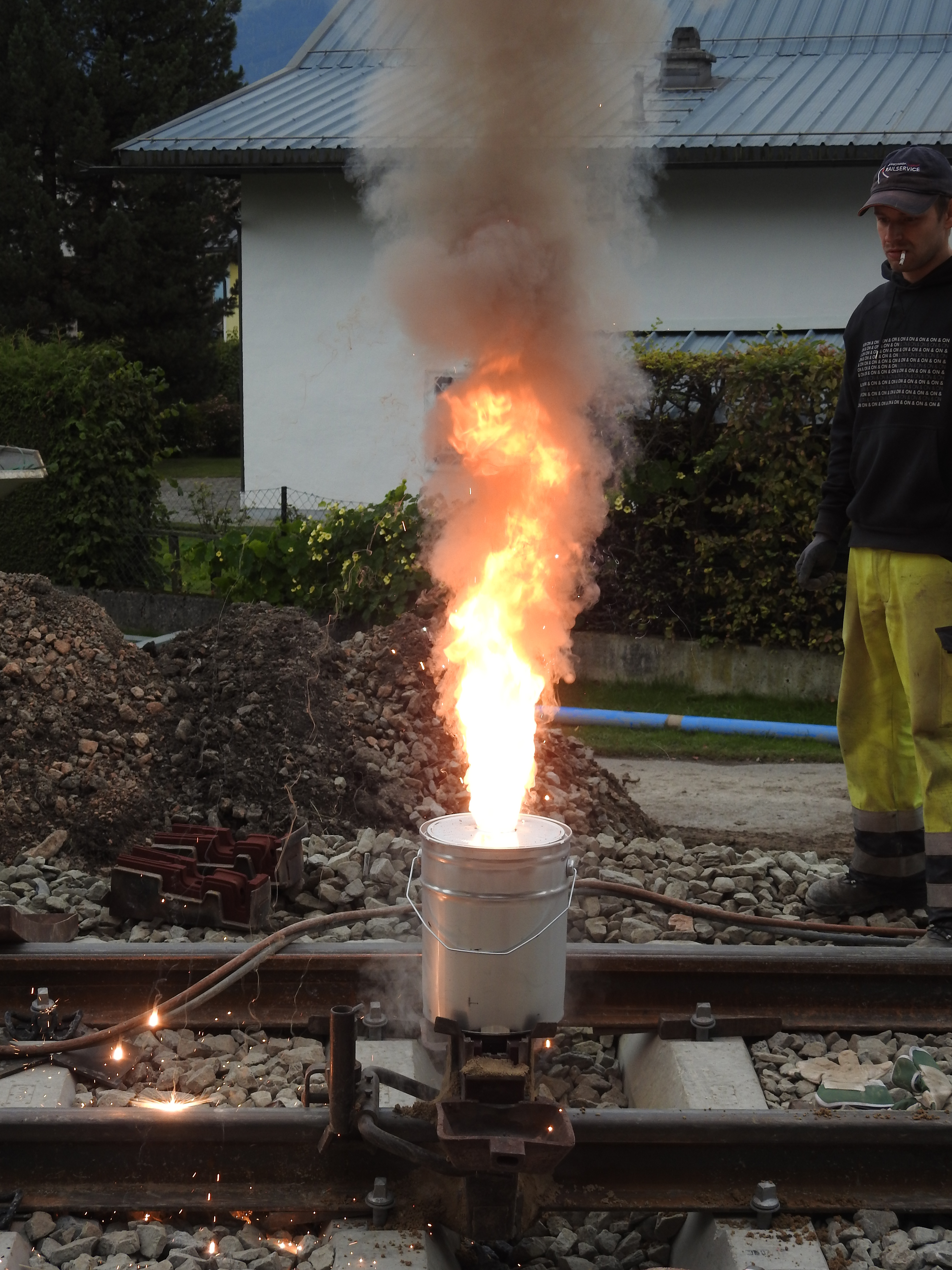
Der Einsatz von Thermit beim Verschweißen von Schienen

Die Thermitreaktion wird im Gleisbau verwendet, um Schienenenden miteinander zu verschweißen und somit aus einzelnen Schienenstücken einen nahtlosen Schienenstrang zu schaffen. Eine andere Verwendung war die Konstruktion großer Schiffsbauteile und deren Reparatur, ohne diese vom Schiffskörper trennen zu müssen. Thermit eignet sich auch für den Abriss von Gebäuden mit Stahlkonstruktion. Militärisch wird es als Bestandteil von Granaten oder Brandbomben (z. B. Stabbrandbomben) verwendet.

## Weiterentwicklung
Eine Verkleinerung der Inhaltsstoffe zu Nanopartikeln führte zur Entwicklung des Nanothermits. Dieses hat andere Eigenschaften als konventionelles Thermit, wodurch es auch für militärische Anwendungen jenseits von Brandmitteln interessant wird.